# Management des idées
 (avril 2020).
Si vous disposez d'ouvrages ou d'articles de référence ou si vous connaissez des sites web de qualité traitant du thème abordé ici, merci de compléter l'article en donnant les références utiles à sa vérifiabilité et en les liant à la section « Notes et références ».
Le management des idées est un ensemble de pratiques ayant pour but de faire émerger, de collecter et de réaliser des idées — comprises comme des suggestions d'amélioration — venant des personnes concernées, par exemple les salariés de base d’une entreprise), les utilisateurs d'un service, etc.

## Enjeux
Il s'agit souvent d'un aspect des ressources humaines ou de la gestion de la satisfaction client.
L’expression Idea Management (en anglais) ou Ideen-Management (en allemand) aurait été créé en 1974 par Siegfried Spahl qui était alors responsable des suggestions dans une société de Vienne[source insuffisante].
Le management des idées peut être effectué grâce à un système organisé appelé système de management des idées (SMI). Un élément essentiel d'un SMI est la reconnaissance des auteurs d'idées. Mais il peut être préférable que l'auteur reste anonyme pour éviter toute peur de représailles.
Le management des idées est souvent associé à l'innovation participative, bien que toutes les idées intéressantes ne soient pas forcément des innovations à proprement parler.
La mise en place d’un SMI peut correspondre à plusieurs objectifs :
- objectifs économiques :
  - améliorer la performance de l'entreprise,
  - encourager l'innovation,

- objectifs sociaux :
  - favoriser l'écoute,
  - reconnaître le savoir-faire,
  - mobiliser l'intelligence collective de l'ensemble des salariés au service de l'innovation ou de l'efficacité,
  - valoriser les salariés,
  - révéler des compétences ignorées ou oubliées dans l'organisation.

## Processus
La mise en place d’un management des idées au sein d’une organisation, soit un projet d'innovation participative, se réalise généralement en six phases.

### Élaboration et lancement du projet
La direction générale de l'entreprise élabore un projet destiné à l'innovation participative qui implique généralement entre autres les départements RH, R&D ou innovation et communication interne, voire des sociétés de conseil externes spécialisées. Un plan de communication propre au programme d'innovation participative est mis en œuvre pour accompagner la dynamique de management des idées.

### Processus de récolte des idées
La collecte des différentes idées peut se faire de bien des manières différentes, allant de la simple boîte à idées, un logiciel dédié en mode Intranet, voire à un site Web. Les thèmes d’idées sont souvent libres, mais peuvent également être proposés par la direction de l’entreprise. Les statistiques montrent que 80 % des idées sont spontanées, alors que les 20 % restantes répondent à des suggestions ou des demandes dirigées.

### Processus d'évaluation des idées
Les idées sont collectées et chacune est évaluée, par exemple par le supérieur hiérarchique direct de son auteur. Dans le même temps, elle est rendue publique à tout ou partie des membres de l’organisation. La plupart des méthodes préconisent une réponse rapide à chaque idée (quelques jours, au maximum un mois). Si besoin est, l’évaluation (technique et financière) peut être confiée à une équipe d’expertise, mais l’expérience montre que dans la grande majorité des cas, le processus peut être géré localement par le chef d’équipe. L'utilisation croissante de logiciels d'entreprise de type Web2.0 ou Entreprise 2.0 permettent une approche plus ouverte et partagée entre les contributeurs d'idées, les experts et le reste des participants, favorisant ainsi une véritable dynamique communautaire en mode Intranet.

### Mise en œuvre
Autant que possible, il est conseillé d’impliquer l’auteur de l’idée dans sa réalisation. Celle-ci est généralement décomposée en une phase de test, suivie d’une évaluation permettant de déterminer si cette idée peut être largement implémentée, voire devenir une bonne pratique. Un élément essentiel d’un SMI est la reconnaissance des auteurs d’idées, ce que l’on appelle l’innovation participative.

### Pilotage du processus
La dernière des phases de mise en place du système concerne les mesures de pilotage et de performance de celui-ci. Ces mesures incluent généralement (mais pas seulement) :
- le nombre de contributeurs,
- le nombre d’idées par employé,
- le taux de mise en place,
- le temps moyen de traitement,
- les coûts de réalisation et les gains économiques.

Le but de ce pilotage est triple, pouvoir d’un côté chiffrer la valeur ajoutée des idées, prendre conscience du taux de créativité des employés et évaluer la performance des dirigeants dans la stimulation des idées et dans leur mise en place.

### Récompenses
Un système de récompenses est souvent utilisé pour féliciter les meilleures idées et les meilleurs contributeurs.

## Systèmes de management des idées
Les systèmes de management des idées (SMI) sont des applications Web qui gèrent la collecte, le traitement, l'enrichissement et enfin l'implémentation des idées.
Cependant, l’application n’est pas le seul facteur-clé de succès, et David Richard, directeur qualité et performance chez Orange, qui a créé idClic en 2007, souligne qu’au-delà de l’outil la démarche repose sur quatre piliers-clés :
1. l’engagement du top management qui s’implique dans la démarche et la valorise ;
2. une marque forte reconnue en interne, permettant de développer un sentiment d’appartenance à un réseau ;
3. des rôles clairs et complémentaires des différents acteurs du système ;
4. une preuve par l’exemple grâce à une communication constante sur les résultats et une reconnaissance de tous les acteurs associés à la démarche.